# Senglea Athletics
Der Senglea Athletic FC ist ein maltesischer Fußballverein aus der Gemeinde Senglea. Seit seiner Gründung 1943 spielte er drei Spielzeiten in der höchsten maltesischen Spielklasse, der Maltese Premier League (1975/76, 1976/77 und 1981/82).